# Nadine Landowski
Nadine Landowski (* 1. Juni 1908 in Boulogne sur Seine; † 14. Januar 1944 in La Croix-Valmer) war eine französische Malerin und Bühnenbildnerin.

## Familie
Landowski war die Tochter des Bildhauers Paul Landowski (1875–1961), die Enkelin des Architekten Henri-Paul Nénot (1853–1934) sowie die Urenkelin des Geigers und Komponisten Henri Vieuxtemps (1820–1881). Sie heiratete 1932 den Autor und Regisseur Jacques Chabannes (1900–1994). Ein Jahr später wurde sie Mutter einer Tochter und 1936 eines Sohns. Ihr Bruder Jean-Max Landowski (1911–1944) fiel als Soldat bei Marcilly-d'Azergues; ihre Halbgeschwister waren der Komponist Marcel Landowski (1915–1999) sowie die Pianistin und Malerin Françoise Landowski-Caillet (1917–2007).

## Leben
Landowski studierte Philosophie und erhielt eine künstlerische Ausbildung an der Académie Julian. Zu ihren Lehrern gehörte Fernand Sabatté. Ihre ersten Aufträge waren Bühnenbilder, die sie für das Ballett der Oper gestaltete. Weitere Bühnenbilder schuf sie für Theaterproduktionen ihres Ehemannes. Als Malerin stellte sie unter anderem in Paris im Salon des Tuileries sowie im Salon d’Automne, in Bandol, Toulon und 1940 im Riverside Museum (Master Building, New York) aus. Sie malte Landschaften, aber auch Porträts.
Für Serge Lifars Entre deux rondes schuf Landowski das Bühnenbild und die Kostüme. Zu ihren letzten Werken der 1940er Jahre gehörten Fresken für den Chorraum der Kirche in Le Brusc und für das Missionshaus der Spiritaner in La Croix-Valmer.
Nadine Landowski starb im Alter von 35 Jahren in La Croix-Valmer an Diphtherie. Sie ist im Mausoleum ihres Großvaters Henri-Paul Nénot in Gassin begraben.